# Philippus Axelsen Thott
Philippus Axelsen Thott (død 4. november 1464 på Gulland) var dansk rigsråd.
Han var søn af Axel Pedersen Thott og dennes 2. hustru og var ligesom sin bror Laurens i 1447 endnu ikke myndig.
I 1456 var han kongens hofsinde og fik da Tranekær med Langeland i pant. Ikke usandsynlig er han blevet ridder ved Christian 1.’s kroning i Sverige 1457. I 1462, hvor han omtales som rigsråd, fik han i anledning af et nyt lån, han havde ydet kongen, pantesummen på Tranekær forhøjet og fik også løfte om at beholde lenet uafløst i 6 år.
I august 1464 var han blandt de danske befalingsmænd, som, efter at Christian 1. selv havde forladt Sverige, kapitulerede på Stockholm. På vej derfra anløb han med sin bror Erik og flere danske stormænd Gulland, og da lensmanden her, broderen Oluf, netop døde ved samme tid (16. september 1464), indsatte de pågældende stormænd Phillipus sammen med Olufs enke Anne som bestyrere af øen. Men allerede 4. november samme år døde han på Gulland.
Han var (tidligst 1455) blevet gift med Ermegård, datter af Eggert Frille. Da Phillipus døde, blev Eggert Frille sine datterbørns værge og optræder på deres vegne som styrer af Tranekær len, men snart efter (senest i maj 1467) satte kongen sig med magt i besiddelse af lenet. Det nøjagtige tidspunkt kendes ikke; men det må have været efter mødet i Nykøbing 1466 (hvor Karl Knutssons datter Magdalena bliver gift med Ivar Axelsen Tott og dennes datter Beata med Arvid Birgersson Trolle, og Thott-slægten således knytter sig til svensk side). Også Phillipus ejendomme er åbenbart blevet beslaglagt; men dette blev dog aftalt på et møde i Kalmar 1472 at skulle gives tilbage til arvingerne.
Tranekær var længe omtvistet; men til sidst betalte kronen pantesummen til Phillipus arvinger, af hvilke Ermegård et par år efter mandens død havde giftet sig med Bent Torbernsen Bille. Hun overlevede også denne sin anden mand, der døde i 1494; selv døde hun i tiden mellem 13. april 1503 og 23. juni 1504.